# Estádio de Hóquei de Sengkang
O Estádio de Hóquei de Sengkang serve os residentes de Sengkang, um novo subúrbio no nordeste de Singapura. O Estádio de Hóquei de Sengkang faz parte do Centro de Recriação e Desportos de Sengkang.

## História
Situado na Sengkang New Town, uma cidade satélite relativamente jovem, o Estádio de Hóquei de Sengkang faz parte do recentemente inaugurado Centro de Recriação e Desportos de Sengkang. O Centro de Recriação e Desportos de Sengkang aloja um clube comunitário, piscinas, um pavilhão de desportos indoor, ginásio, estúdio de dança e outlets de retalho e de restauração.[carece de fontes?]
Equipado com 2 novos relvados, o Estádio de Hóquei de Sengkang acolheu a Taça do Mundo Juvenil Masculina em Junho de 2009.

## Olimpíadas da Juventude de 2010
O Estádio de Hóquei de Sengkang será usado como infraestrutura de competição para o hóquei durante os Jogos Olímpicos de Verão da Juventude de 2010.[carece de fontes?]

## Referênces
1. 1 2  «First youth Olympic Games: Sengkang Hockey Stadium». Consultado em 1 de janeiro de 2010. Arquivado do original em 3 de maio de 2009

1° 23′ 44″ N, 103° 53′ 10″ L